# 阴阳半線脂鯉
阴阳半線脂鯉，為輻鰭魚綱脂鯉目脂鯉亞目脂鯉科半線脂鯉屬的其中一個種。

## 扩展阅读
- 維基物種上的相關：阴阳半線脂鯉